# Municipio de Centre (Kansas)
El municipio de Centre (en inglés: Centre Township) es un municipio ubicado en el condado de Marion en el estado estadounidense de Kansas. En el año 2010 tenía una población de 479 habitantes y una densidad poblacional de 3,77 personas por km².

## Geografía
El municipio de Centre se encuentra ubicado en las coordenadas 38°21′21″N 96°59′37″O / 38.35583, -96.99361. Según la Oficina del Censo de los Estados Unidos, el municipio tiene una superficie total de 126.9 km², de la cual 126,4 km² corresponden a tierra firme y (0,4 %) 0,51 km² es agua.

## Demografía
Según el censo de 2010, había 479 personas residiendo en el municipio de Centre. La densidad de población era de 3,77 hab./km². De los 479 habitantes, el municipio de Centre estaba compuesto por el 98,54 % blancos, el 0,84 % eran amerindios y el 0,63 % eran de una mezcla de razas. Del total de la población el 0,63 % eran hispanos o latinos de cualquier raza.